# 滝室坂
滝室坂（たきむろざか）は、熊本県阿蘇市一の宮町坂梨にある、国道57号の峠道である。

## 概要
滝室坂は、熊本藩主・細川氏が参勤交代に利用した豊後街道の最大の難所である。高低差200メートル、距離にして3キロメートルにおよぶ。
古川古松軒の『西遊雑記』によると、「古人の方言に、大阪に坂なし、坂梨に坂有りとて、豊後より坂梨へ入るに片坂にて嶮（険）祖の下り坂一里半、豊後の西は肥後の国より小高き土地といふ」と記録されていることから、滝室坂は険しく容易に登ることができないものであった。そのため「参勤交代の行列は、藩主の休息所である坂梨御茶屋で休憩を取り、覚悟を決めて一気に坂を登った」。
西南戦争では、檜垣直枝および佐川官兵衛率いる官軍が、滝室坂の頂上に隊を構え、薩摩軍を撃退している（佐川は被弾して戦死）。
滝室坂トンネルが掘削中である。

## 滝室坂道路
滝室坂道路は熊本県阿蘇市で事業中の自動車専用道路。高規格道路中九州横断道路の一部である。延長6.2km。構造規格：第1種第3級。延長の約77パーセントが滝室坂トンネルである。

### インターチェンジ
- 波野インターチェンジ（仮称）竹田阿蘇道路（仮称）と接続。

## 滝室坂トンネル
滝室坂トンネルは熊本県阿蘇市で事業中の道路トンネル。延長約4,834m。2023年6月18日貫通。道路別トンネルでは、肥後トンネル、加久藤トンネルに続いて熊本県で３番目に長い道路用トンネル（無料のトンネルでは最長）となる見込み。